# 厚見氏
厚見氏（あつみうじ）は、王仁を祖とする渡来系氏族。姓は連。『日本書紀』応神天皇条によると、天皇が百済の使者の阿直岐に優秀な博士を要請したところ、王仁が派遣され、太子の師となったとされる。

## 概要
中国楽浪郡の豪族の後裔とみられる。『続日本紀』に馬史氏に厚見連の氏姓を賜った記事がある。厚見の氏名は馬史氏の本拠地が由来で、厚見荘による。